# OpenLook

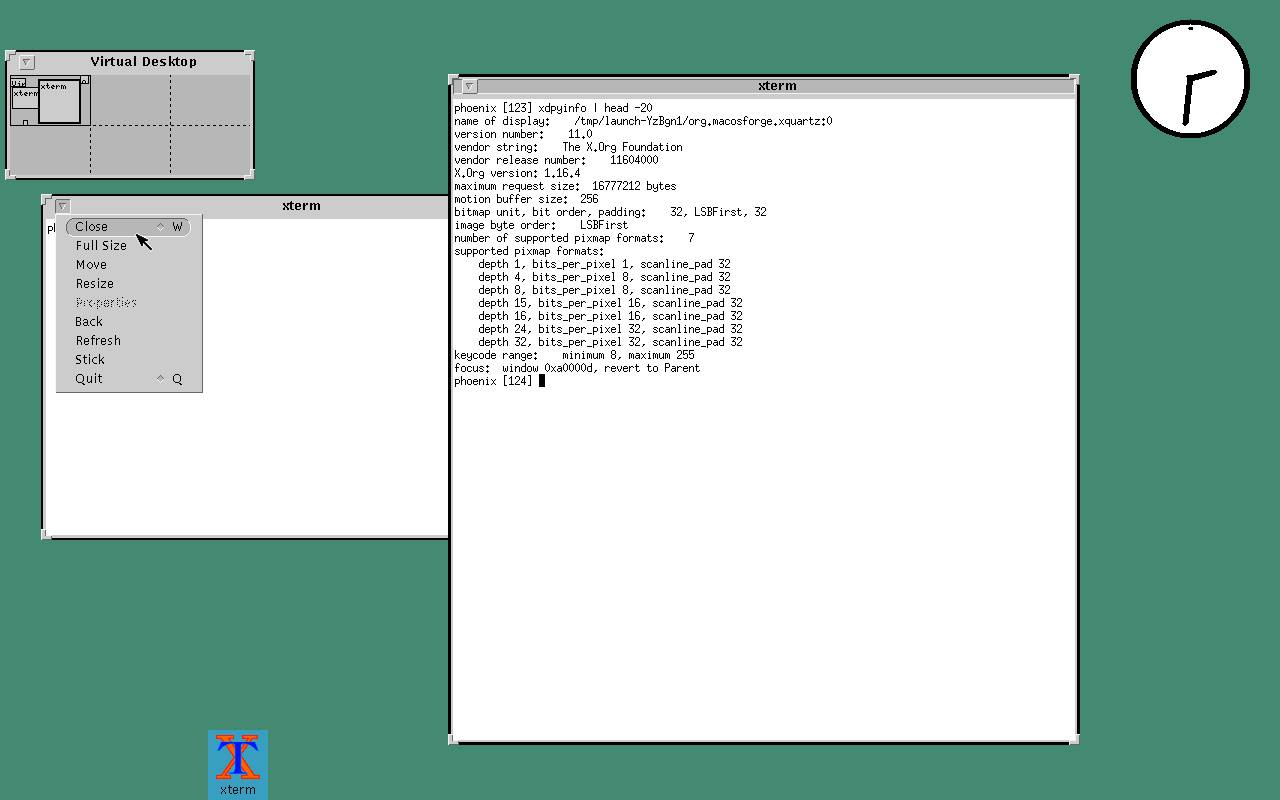
Environnement de bureau OpenLook Window Manager montrant l'horloge xclock et le terminal xterm.

OpenLook (plus correctement OpenWindows, OpenLook étant la définition de l'interface, et OpenWindows l'implémentation) était un environnement graphique basé sur la bibliothèque XView, ou la bibliothèque OLIT (Open Look Intrisics Toolkit)  commercialisé  fin 1988 par  Sun Microsystems et  AT&T pour être utilisé avec X Window System sur SunOS et Unix System V Révision 4.0. Utilisant des technologies licenciées par Xerox, il reprenait des aspects de l'environnement à fenêtres SunView. Le code source de XView était disponible gratuitement, ce qui en a fait une des premières bibliothèques graphiques Open Source sur Unix. 
La bibliothèque Motif de l'Open Software Foundation était alors sa principale concurrente. En 1993, Sun et AT&T ont rejoint HP et IBM pour 
créer  CDE basé sur Motif, abandonnant alors OpenLook et Xview/OLIT. Certains outils développés à l'origine pour OpenLook comme le Calendar Manager ou le protocole ToolTalk ont alors été repris dans CDE.  

## Différence OLIT/XView
La différence principale entre OLIT et XView est que la première est conçue comme une surcouche de Xt Intrinsics (comme Motif), alors que la seconde n'utilise pas Xt Intrinsics, étant implémentée directement au-dessus de Xlib.  
Ainsi, un programme écrit pour la bibliothèque OLIT commence avec un en-tête: 
#include <Xol/OpenLook.h>
et utilise XtVaSetValues
pour contrôler ses Widgets, alors qu'un programme Xview commence avec l'en-tête
#include <xview/xview.h>
et utilise xv_set
pour contrôler ses Widgets. De ce point de vue, XView anticipait GTK qui ignore également la surcouche Xt Intrinsics. 

## Disponibilité
OpenLook était disponible avec les premières versions de Slackware Linux, mais a été
retiré de Slackware à partir de la version 8.1 de 2002. Sur Solaris, OpenLook était disponible 
avec CDE jusqu'à la version 9. Ensuite, seules les bibliothèques XView étaient fournies pour permettre
la compatibilité avec les anciens programmes. Les sources d'OpenLook/Xview (version 3.2) étaient encore disponibles en 2014 sur le serveur physionet.org et sur SourceForge.net. Certaines distributions Linux 
ont appliqué des correctifs à ces sources qui permettent de les utiliser sur un système Unix moderne. 
Depuis 2013, Tomasz Konojacki développe une version de XView compatible avec Linux, FreeBSD, OpenBSD, NetBSD et Solaris pour les processeurs Intel 32bits. Par ailleurs, en 2002, James Gimel a porté XView sur les processeurs DEC Alpha 64 bits.

## Utilisation sur un Unix moderne
Il n'existe pas de version 64 bits de XView, et depuis la version 10.6 X.Org est partiellement incompatible  avec XView 3.2. En particulier, cliquer dans une fenêtre XView peut geler complètement le serveur X. Pour éviter ce problème, toutes les applications XView doivent être lancées avec l'option -Wfsdb. D'autre part, une correction maladroite qui donne la valeur :0.0.0 au lieu de :0.0 à la variable d'environnement DISPLAY passée aux applications a été appliqué à olwm et olvwm par Debian à partir de la version 3.2p1-26. À cause de cette maladresse, il est impossible de lancer des applications à partir d'olwm ou olvwm.  À partir de la version 3.2p4 de Tomasz Konojacki, il existe une option de  compilation qui permet d'éviter de geler le serveur X même quand  l'option -Wfsdb n'est pas utilisée, et la modification fautive de Debian a été éliminée.    

## Description succincte
OpenLook comprenait les programmes suivants: 
- olvm gestionnaire de fenêtres compatible ICCCM.
- olvwm gestionnaire de fenêtres compatible ICCCM avec bureaux virtuels.
- textedit éditeur de texte
- shelltool et cmdtool: émulateurs de terminaux
- mailtool outil de messagerie électronique
- calentool agenda électronique
- clock horloge

Les programmes et les bibliothèques Xview se trouvaient dans le répertoire /usr/openwin.  
D'autres programmes étaient disponibles sous forme de sources comme Workman (pour écouter des CD-Audios) ou XVgr (devenu XMgr) pour tracer des courbes. Le site Web sur Openlook à l'École Polytechnique de Montréal contient de nombreuses copies d'écran de ces programmes. D'autres copies d'écran d'olvwm sont visibles sur Xwinman.org. 
Quelques aspects intéressants d'olwm/olvwm étaient la possibilité de punaiser les menus du gestionnaire
de fenêtres sur l'écran (visible dans la vidéo de Computer Chronicles), ainsi que la possibilité de former un menu en donnant simplement un répertoire
contenant des exécutables. Cette dernière possibilité
n'a plus d'intérêt actuellement sous Linux puisque les exécutables dépendant ou non de X-Window System 
se trouvent tous sous /usr/bin, mais au début des années 1990 la convention sous Unix était de placer 
les exécutables dépendant de X-Window System dans un répertoire séparé /usr/X11R6/bin ou /usr/openwin/bin. Les nouveaux programmes étaient alors immédiatement accessibles aux utilisateurs 
sans qu'il soit nécessaire de mettre à jour les fichiers de configuration .openwin-menu d'olwm/olvwm.